# Б'янка Костя
Б'янка Костя (26 січня 2005) — румунська плавчиня.
Учасниця Олімпійських Ігор 2020 року, де в попередніх запливах на дистанції 100 метрів вільним стилем посіла 35-те місце і не потрапила до півфіналів. 